# Lipsk
Lipskⓘ, (em bielorrusso: Ліпск, em lituano: Liepinė) é um município no nordeste da Polônia. Pertence à voivodia da Podláquia, no condado de Augustów. É a sede da comuna urbano-rural de Lipsk. Nos anos 1975–1998 a cidade pertenceu administrativamente à voivodia de Suwałki.
Localizado no rio Biebrza, é o centro do comércio e de serviços locais. A comuna de Lipsk é adjacente à fronteira polaco-bielorrussa e às comunas de Sztabin, Dąbrowa Białostocka, Nowy Dwór, Augustów e Płaska. É um centro de artes populares — pisanki (ovos de Páscoa), tecelagem, Grupo Regional Lipsk. A sede da paróquia católica de Nossa Senhora dos Anjos.
Lipsk está localizado na histórica região de Suwałki, na área da antiga Jaćwież. Na segunda metade do século XVI, localizava-se no condado de Grodno da voivodia de Troki.
Estende-se por uma área de 5,0 km², com 2 048 habitantes, segundo o censo de 31 de dezembro de 2024, com uma densidade populacional de 411 hab./km².

## História

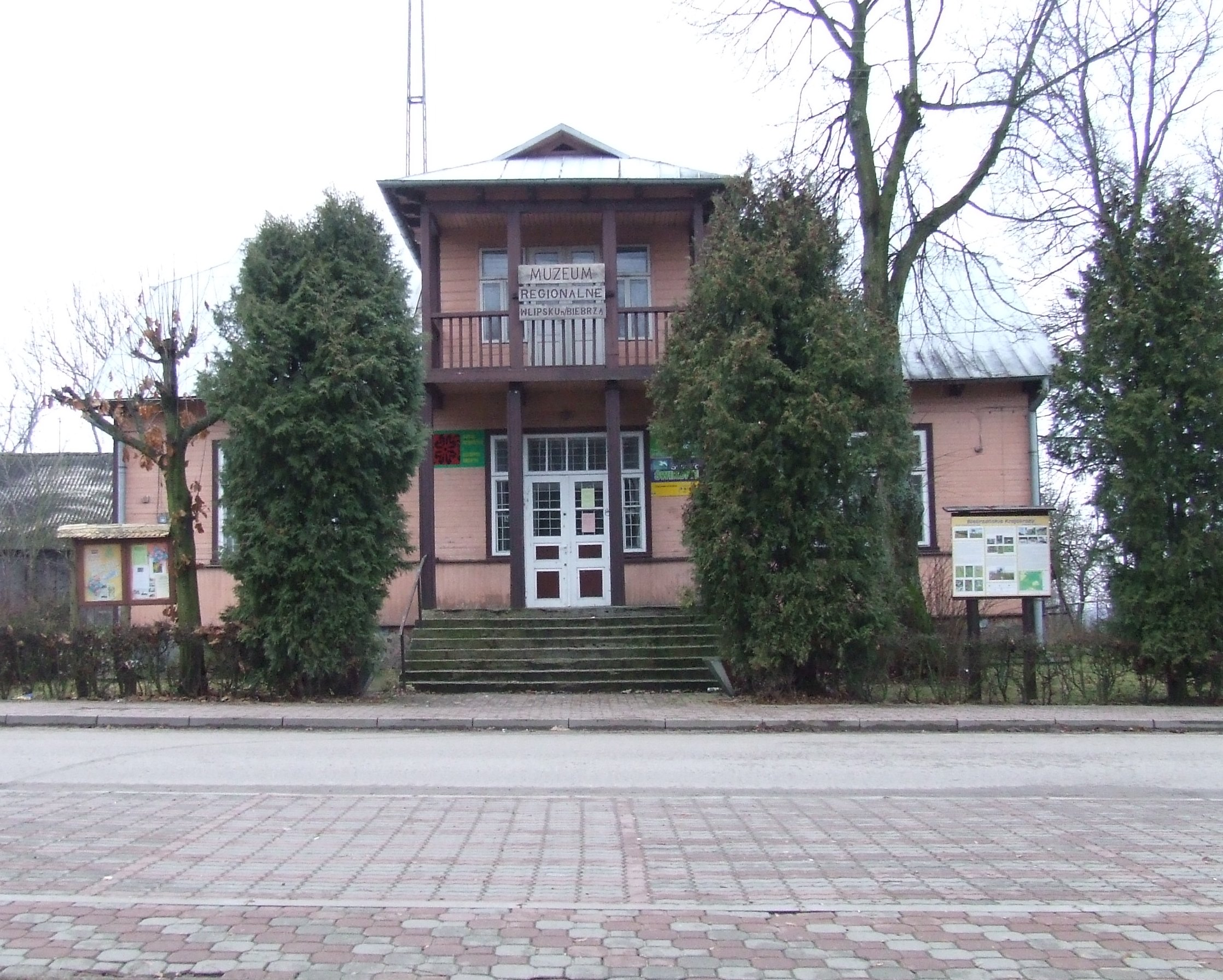
Edifício histórico da antiga Prefeitura, agora Museu Regional

No início da Idade Média, a vizinhança de Lipsk era habitada pela tribo báltica de jotvíngios. No entanto, nenhum vestígio de seus assentamentos foi encontrado aqui. Contudo, um certo traço da presença dos jotvíngios foi preservado na linguagem dos habitantes de hoje dessas áreas na forma de palavras isoladas de origem báltica (jotvingiano). Por exemplo, as pessoas que usam o dialeto local da língua bielorrussa, chamada linguagem simples (prosty jazýk), usam a palavra łúpy (báltico łúpai) para descrever os lábios ou a boca.
Os primeiros registros do povoamento nesta zona datam de 1533 e falam da aldeia de Wola Lipska.
A cidade foi fundada em 8 de dezembro de 1580. Nesse dia, foi emitida próximo de Grodno pelo Grão-Duque Estêvão Báthory (Lipsk estava no Grão-Ducado da Lituânia até as partições da Polônia, não na Coroa do Reino da Polônia, portanto Báthory atuou como Grão-Duque) um privilégio que concede direitos e brasão de armas de Magdeburgo — um barco a vela.
Do século XVII ao século XVIII, a cidade fazia parte da terra real de Grodno.
Lipsk desenvolveu-se rapidamente até meados do século XVII, depois foi engolida por uma crise relacionada aos conflitos militares dos séculos XVII e XVIII, em 1655 a marcha do exército sueco causou inúmeros saques e destruição da cidade. Em 1795, Lipsk tornou-se parte do domínio prussiano. Em 1807, entrou no Ducado de Varsóvia e, em 1815, na Polônia do Congresso.
Em 31 de maio de 1870, Lipsk perdeu seus direitos de cidade e, com parte da comuna de Kurjanka, formou uma nova comuna de Petropawłowsk.
Em 2 de agosto de 1914, a igreja neogótica da paróquia católica foi consagrada em Lipsk. Sua construção começou em 1906. Durante a Primeira Guerra Mundial, a cidade foi destruída.
Segundo o censo de 1921, 1 038 pessoas viviam aqui, 933 das quais eram católicas, 10 eram cristãs e 87 eram judeus. Ao mesmo tempo, 1 021 habitantes declararam nacionalidade polonesa e 17 eram judeus. Havia 182 edifícios residenciais na cidade.

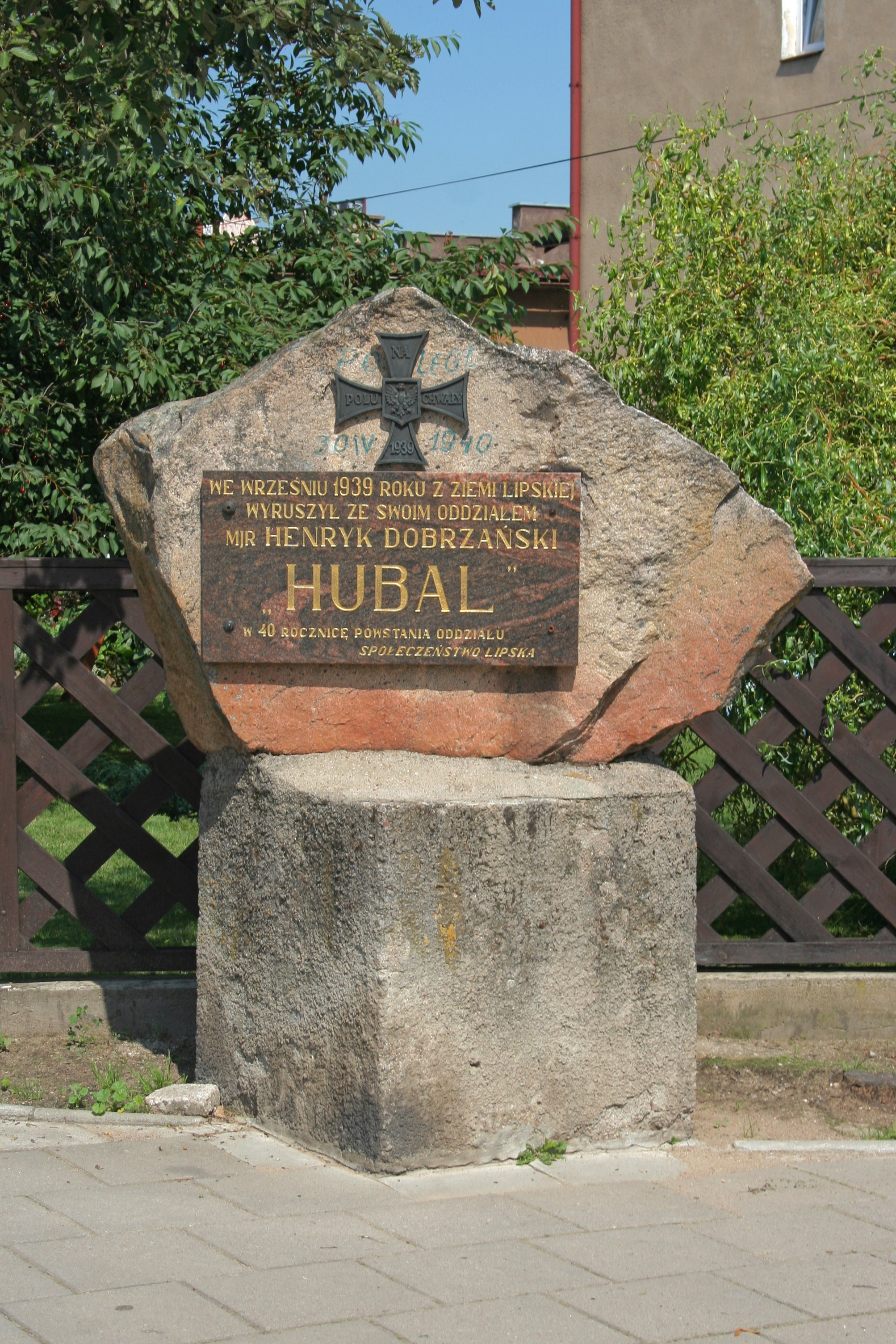
Monumento dedicado a Hubal

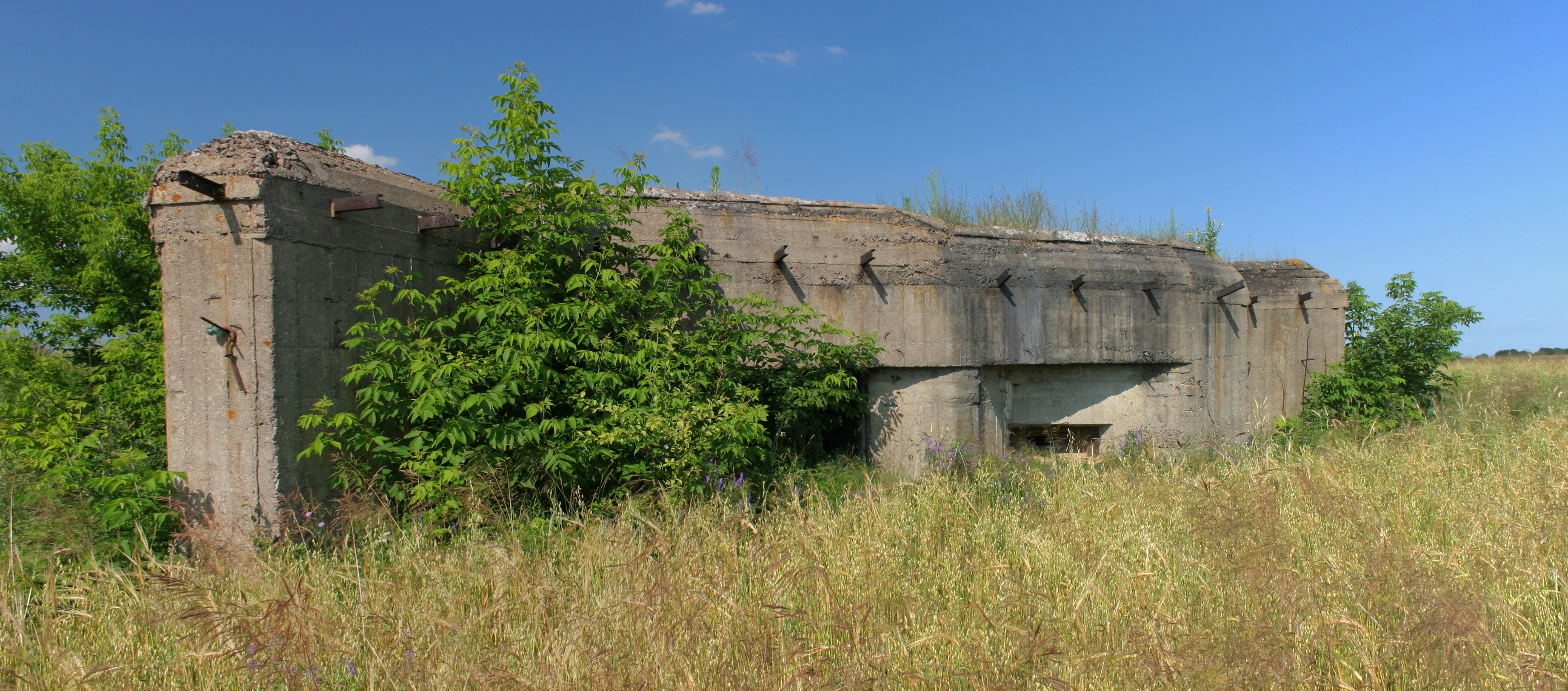
Búnquer de combate pertencente à Linha Molotov

Em 1939, uma unidade do major Henryk Dobrzański — Hubal, partiu desta área. Há uma placa na cidade comemorando este evento. Desde 1940, um sistema de fortificações soviéticas foi construído próximo de Lipsk. Em setembro de 1941, os alemães deportaram 99 pessoas de origem judaica para o gueto de Grodno. Uma data trágica na história de Lipsk é 13 de julho de 1943, quando o exército alemão atirou em 50 habitantes de Lipsk nos fortes de Naumowicze, perto de Grodno. Entre eles estava a beata Marianna Biernacka, beatificada no grupo de 108 beatos mártires. Como resultado da guerra, a cidade foi muito danificada.
Depois que o território foi ocupado pelo Exército Vermelho próximo de Lipsk, começou a construção de fortificações pertencentes à Linha Molotov. Oitenta e quatro instalações foram construídas na linha Kamienna Nowa — Lipsk — Bohatery Leśne, mas apenas cerca de 30 delas ganharam capacidade de combate até que a área foi tomada pelo exército alemão.
Em 1973, a cidade foi condecorada com a Ordem da Cruz de Grunwald.
Lipsk recuperou seus direitos de cidade em 1983. Um papel importante neste fato é atribuído ao general Mirosław Milewski, de Lipsk, Ministro do Interior de 1980 a 1981 na República Popular da Polônia, bem como à Sociedade dos Amigos de Lipsk — uma organização que associa antigos e atuais residentes. Na década de 1980, a indústria leve (na fábrica da Unitra — Lipsk, produção de componentes de indução magnética e maquinário agrícola).
Desde a década de 1990, após o colapso das maiores indústrias de Lipsk, o turismo vem se desenvolvendo (canoagem no rio Biebrza, agroturismo), relacionado à criação do Parque Nacional Biebrza.

## Demografia
Conforme os dados do Escritório Central de Estatística da Polônia (GUS) de 31 de dezembro de 2024, Lipsk é uma cidade muito pequena com uma população de 2 048 habitantes (30.º lugar na voivodia da Podláquia e 858.º na Polônia), tem uma área de 5,0 km² (34.º lugar na voivodia da Podláquia e 865.º lugar na Polônia) e uma densidade populacional de 411 hab./km² (20.º lugar na voivodia da Podláquia e 643.º lugar na Polônia). Nos anos 2002–2024, o número de habitantes diminuiu 19,4%.
Os habitantes de Lipsk constituem cerca de 3,78% da população do condado de Augustów, constituindo 0,18% da população da voivodia da Podláquia.
| Descrição                         | Total      | Total   | Mulheres   | Mulheres | Homens     | Homens  |
| --------------------------------- | ---------- | ------- | ---------- | -------- | ---------- | ------- |
| unidade                           | habitantes | %       | habitantes | %        | habitantes | %       |
| população                         | 2 048      | 100     | 1 062      | 51,9     | 986        | 48,1    |
| superfície                        | 5,0 km²    | 5,0 km² | 5,0 km²    | 5,0 km²  | 5,0 km²    | 5,0 km² |
| densidade populacional (hab./km²) | 411        | 411     | 213,3      | 213,3    | 197,7      | 197,7   |

## Monumentos históricos

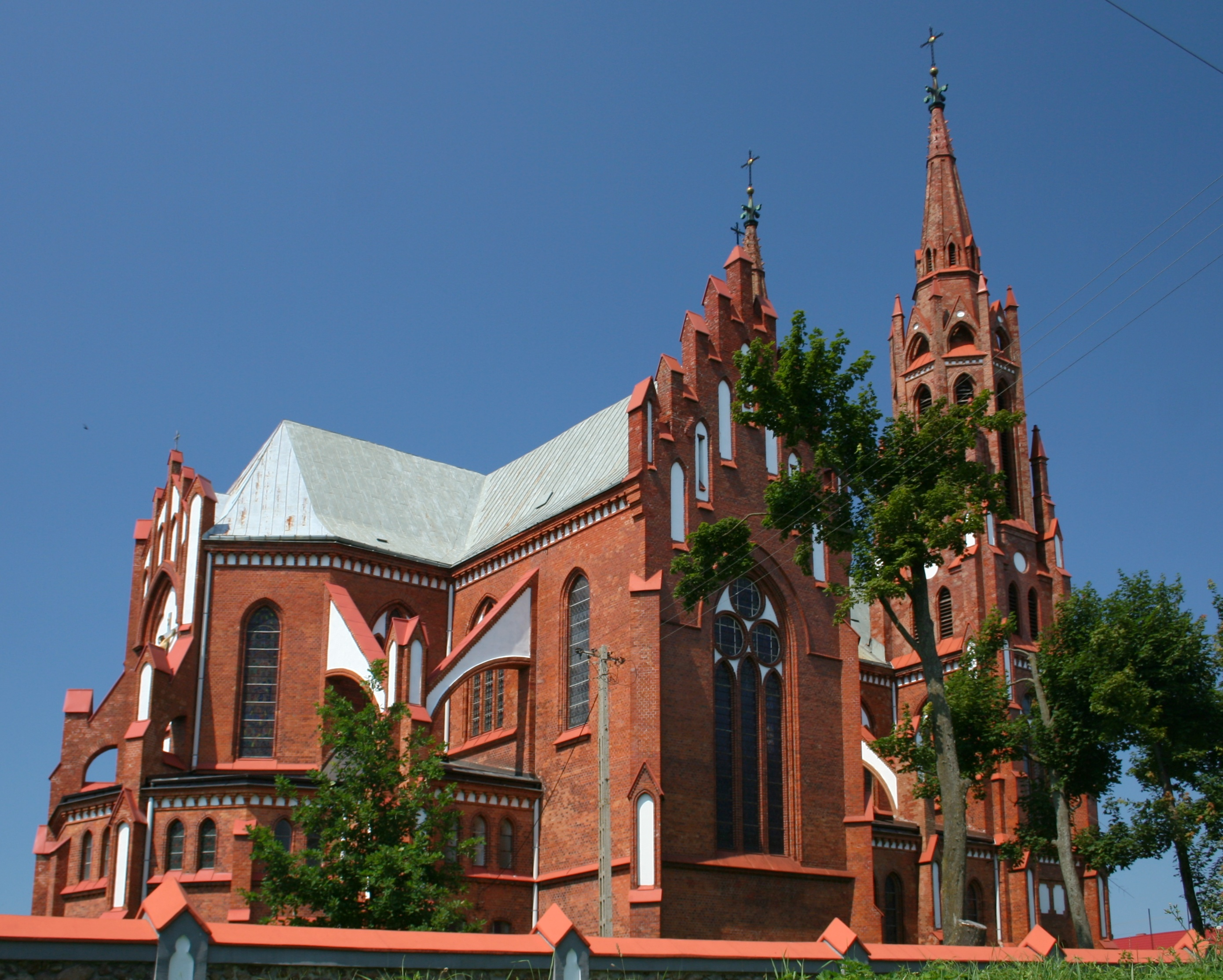
Igreja católica neogótica de Nossa Senhora dos Anjos do início do século XX

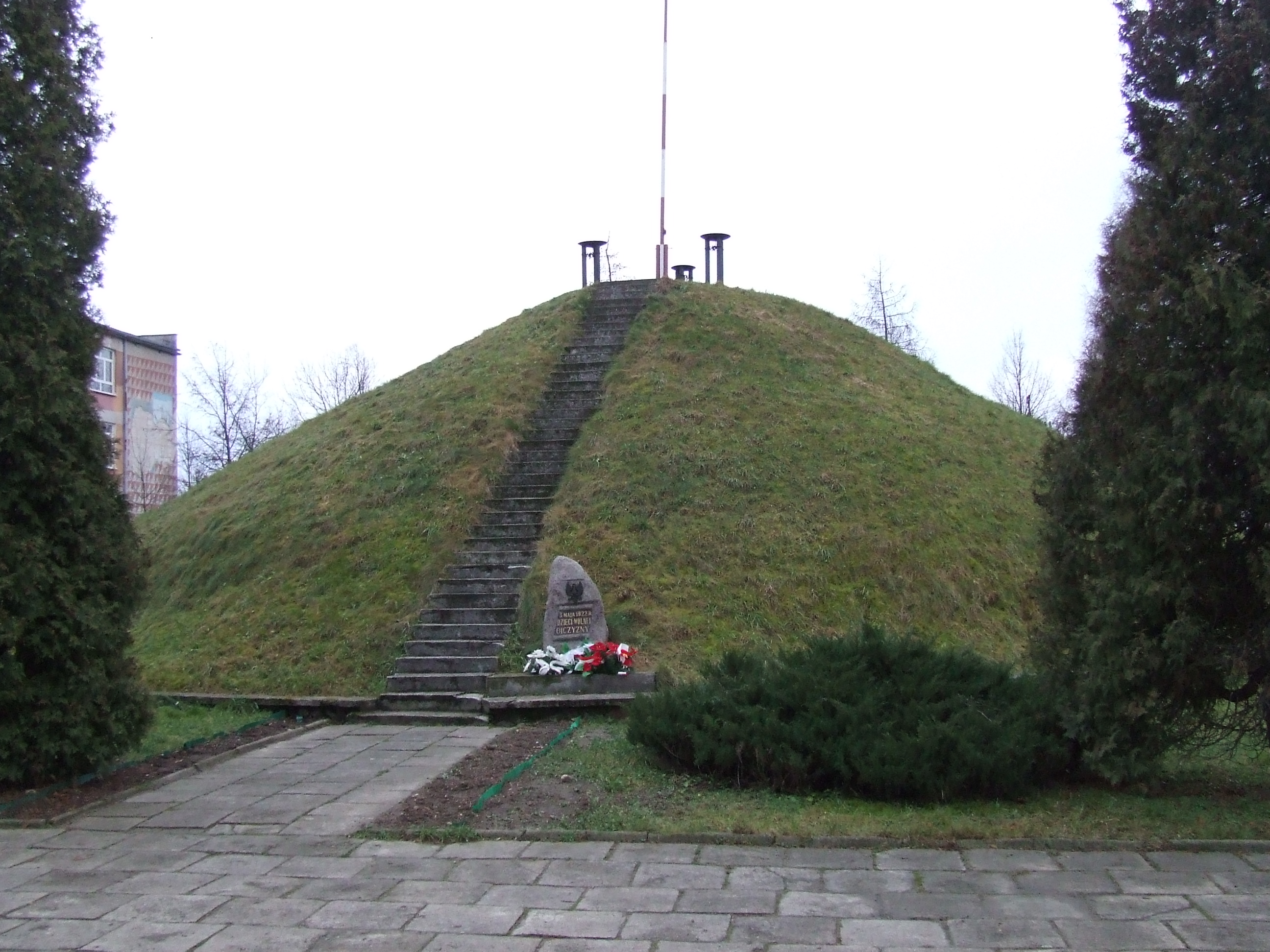
Monte da Liberdade

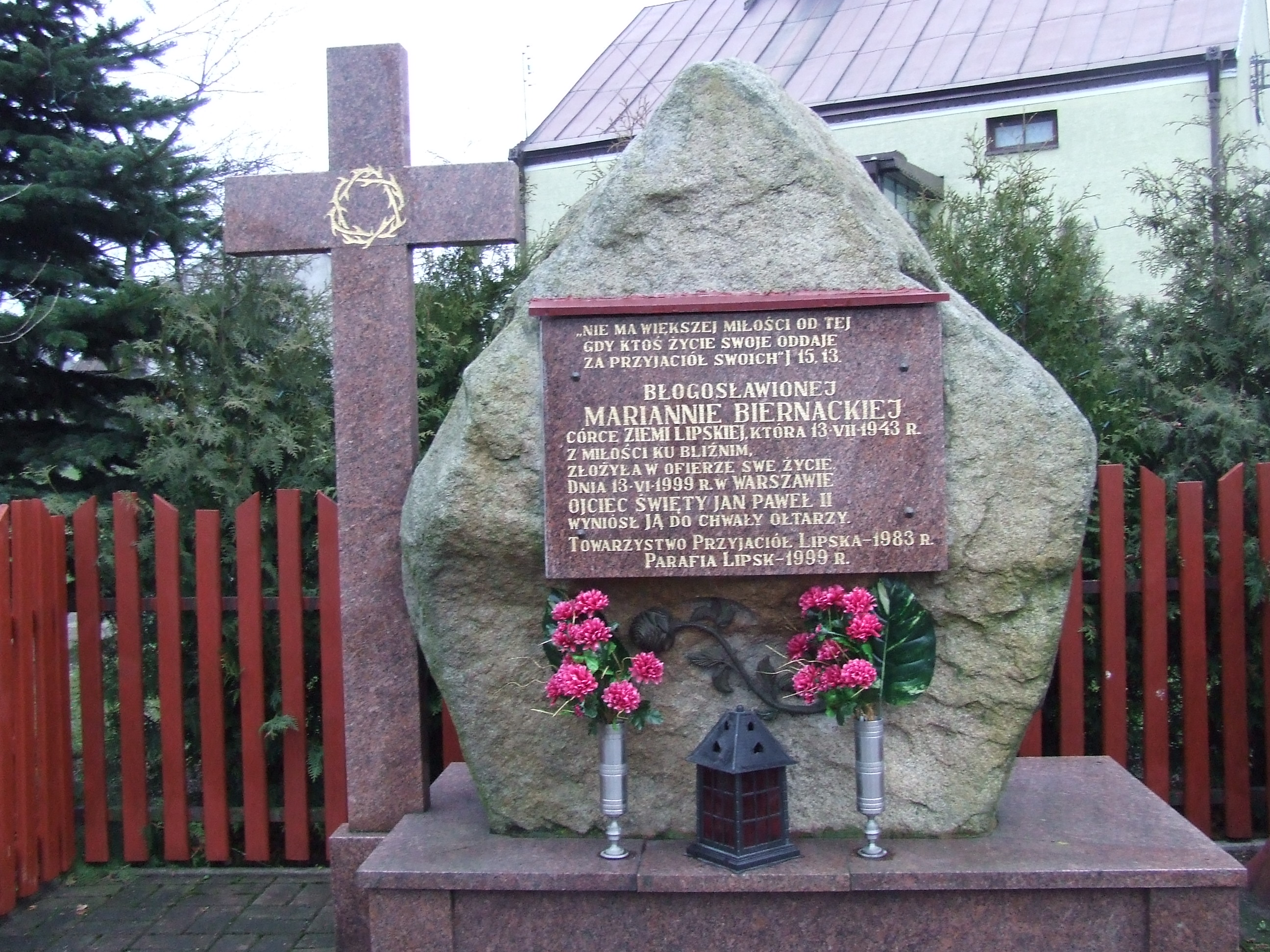
Monumento à beata Marianna Biernacka

Os seguintes edifícios estão incluídos no Registro de Edifícios Históricos do Instituto Nacional do Patrimônio Histórico:
- Disposição espacial da cidade da segunda metade do século XVI
- Igreja paroquial neogótica de Nossa Senhora dos Anjos
- Cemitério judaico do século XIX

Outras instalações:
- Cemitério paroquial da primeira metade do século XIX
- Monte da Liberdade da década de 1920
- Casa católica do século XX
- Búnquer de combate pertencentes às fortificações da Linha Molotov
- Durante escavações arqueológicas em Lipsk, a Profª. Anna Czapska descobriu vestígios de uma casa senhorial de tijolos com formato retangular regular, que foi construída sobre um prédio mais antigo. Diz a lenda que a mansão foi construída sobre as ruínas de uma igreja ariana. Pesquisas preliminares confirmaram a existência de dois edifícios, um mais antigo com paredes grossas de pedra e tijolo e porões muito profundos, e uma superestrutura mais alta e posterior com uma estrutura de parede diferente.[15]

## Comunidades religiosas
Igreja Católica de Rito Latino
- Paróquia Nossa Senhora dos Anjos[16]

Testemunhas de Jeová
- Igreja

## Galeria

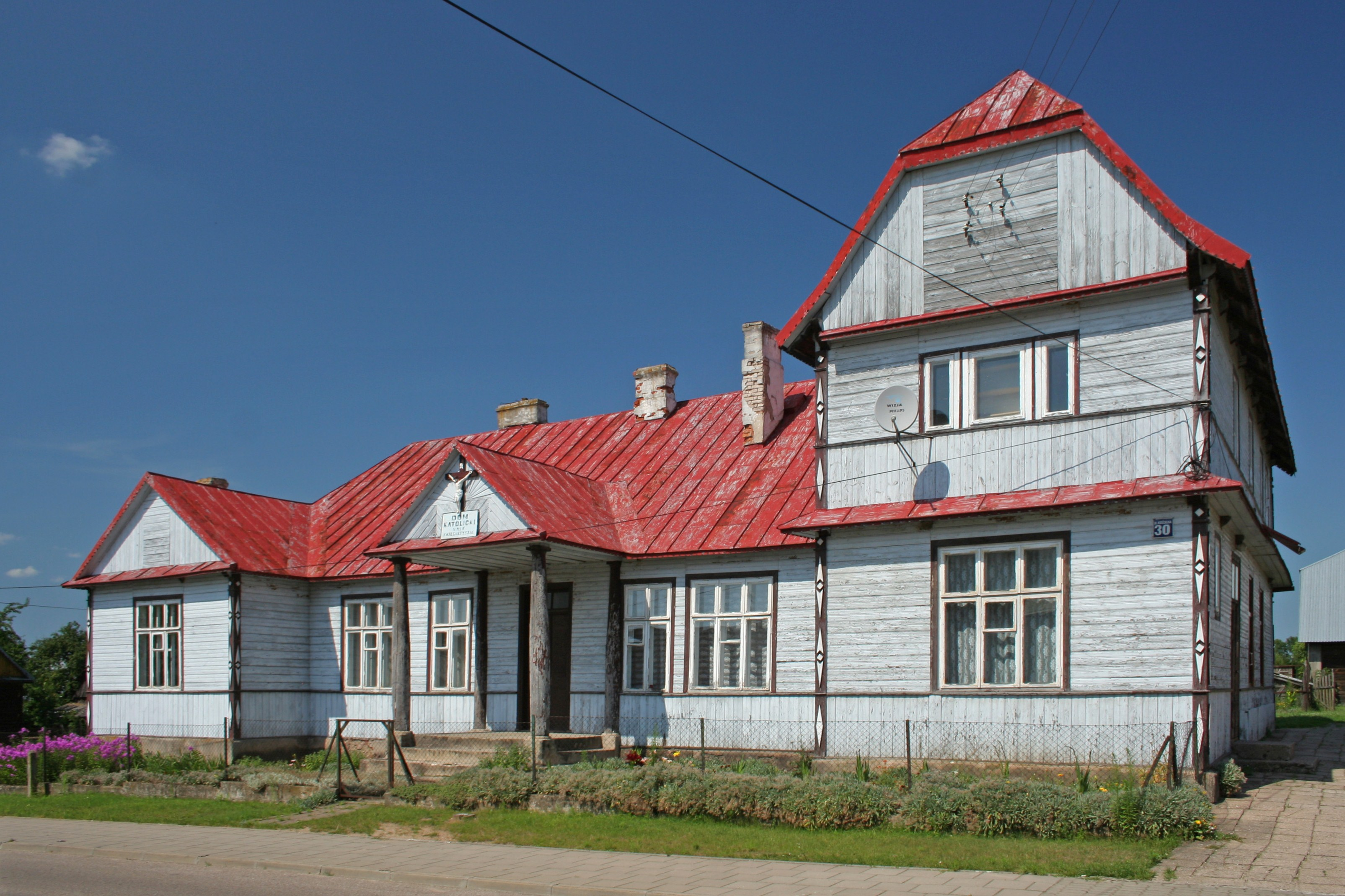
Casa católica de madeira do século XX
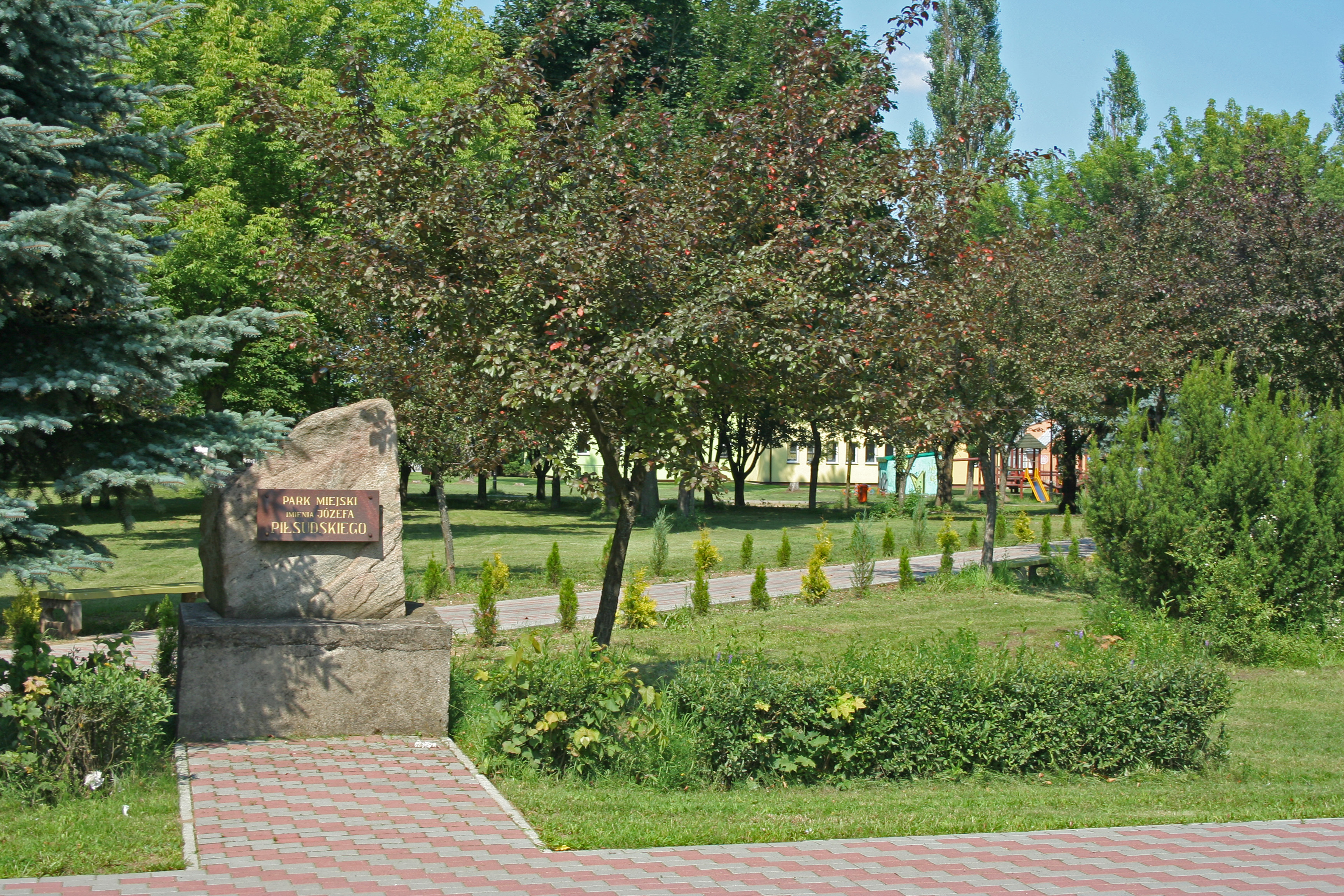
Parque em Lipsk
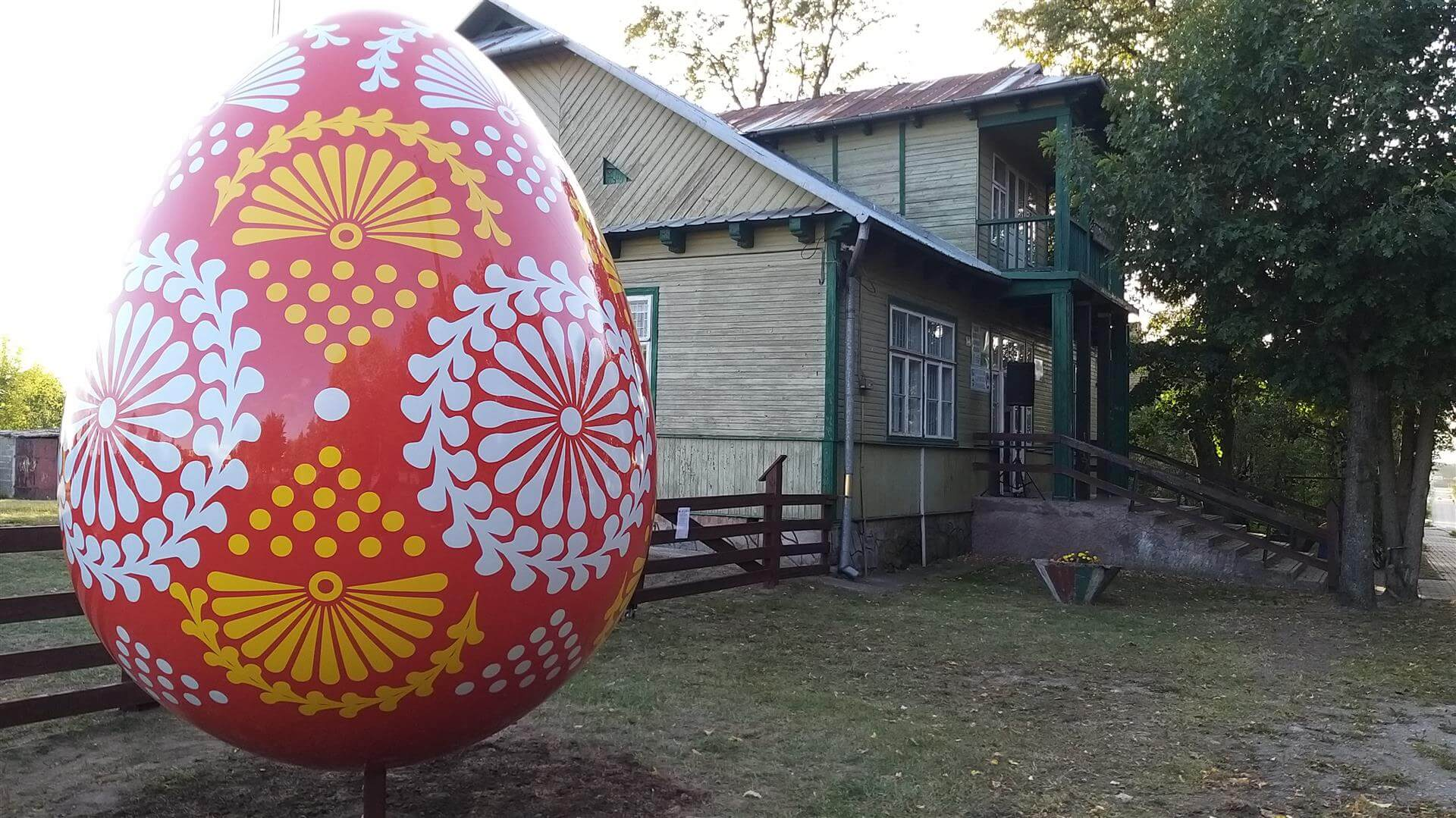
Ovo de Páscoa de 3 metros, provavelmente o maior da Polônia

## Condecorações
- Ordem da Cruz de Grunwald, 3.ª classe (1973)[17]